# Otholobium
Otholobium är ett släkte av ärtväxter. Otholobium ingår i familjen ärtväxter.

## Dottertaxa tillOtholobium, i alfabetisk ordning[1]
- Otholobium acuminatum
- Otholobium argenteum
- Otholobium bolusii
- Otholobium bowieanum
- Otholobium bracteolatum
- Otholobium caffrum
- Otholobium candicans
- Otholobium carneum
- Otholobium decumbens
- Otholobium foliosum
- Otholobium fruticans
- Otholobium hamatum
- Otholobium heterosepalum
- Otholobium hirtum
- Otholobium macradenium
- Otholobium mundianum
- Otholobium obliquum
- Otholobium parviflorum
- Otholobium pictum
- Otholobium polyphyllum
- Otholobium polystictum
- Otholobium pungens
- Otholobium racemosum
- Otholobium rotundifolium
- Otholobium rubicundum
- Otholobium sericeum
- Otholobium spicatum
- Otholobium stachyerum
- Otholobium striatum
- Otholobium swartbergense
- Otholobium thomii
- Otholobium trianthum
- Otholobium uncinatum
- Otholobium venustum
- Otholobium wilmsii
- Otholobium zeyheri